# Patterson (Ohio)
Patterson es una villa ubicada en el condado de Hardin en el estado estadounidense de Ohio. En el Censo de 2010 tenía una población de 139 habitantes y una densidad poblacional de 501,57 personas por km².

## Geografía
Patterson se encuentra ubicada en las coordenadas 40°46′56″N 83°31′34″O / 40.78222, -83.52611. Según la Oficina del Censo de los Estados Unidos, Patterson tiene una superficie total de 0.28 km², de la cual 0.28 km² corresponden a tierra firme y (0%) 0 km² es agua.

## Demografía
Según el censo de 2010, había 139 personas residiendo en Patterson. La densidad de población era de 501,57 hab./km². De los 139 habitantes, Patterson estaba compuesto por el 99.28% blancos, el 0% eran afroamericanos, el 0% eran amerindios, el 0% eran asiáticos, el 0% eran isleños del Pacífico, el 0% eran de otras razas y el 0.72% pertenecían a dos o más razas. Del total de la población el 2.16% eran hispanos o latinos de cualquier raza.